# Jan Kazimierz Kościuszko
Jan Kazimierz Kościuszko Siechnowicki herbu Roch III – wojski czerwonogrodzki w latach 1697-1699.
Był elektorem Augusta II Mocnego z województwa podolskiego w 1697 roku.